# Пестеревский переулок
Пе́стеревский переу́лок — улица в жилом районе «Центральный» Верх-Исетского административного района Екатеринбурга.

## Происхождение и история названий
Современное и единственное название улицы — Пестеревский переулок впервые зафиксировано на плане Е. Н. Короткова в 1880 году. Получено оно было в связи с тем, что на улице как минимум до 1887 года проживали наследники статского советника Дмитрия Фёдоровича Пестерева.

## Расположение и благоустройство
Пестеревский переулок проходит с востока на запад параллельно проспекту Ленина, начинаясь от улицы Шейнкмана и заканчиваясь у улицы Московской. Протяжённость переулка составляет около 200 метров. Ширина проезжей части — около шести метров (по одной полосе в каждую сторону).
Светофоров и нерегулируемых пешеходных переходов на протяжении переулка не имеется. С обеих сторон переулок оборудован небольшими тротуарами.

## История
Впервые переулок обозначен на городском плане 1829 года. Застройка переулка началась, по-видимому, уже в 1830-е годы. На городском плане 1845 года переулок отмечен как уже застроенный.
На переулок выходят боковые фасады зданий администрации Верх-Исетского района и областной прокуратуры, а также главный фасад гимназии № 2.
В июле 2015 года в рамках подготовки города к чемпионату мира по футболу начались работы по соединению переулка и ВИЗ-бульвара. Утром 27 июля 2016 года новый отрезок Пестеревского переулка за Дворцом молодежи был полностью открыт для движения.

## Транспорт

### Наземный общественный транспорт
Движение общественного транспорта по переулку не осуществляется. Ближайшая остановка общественного транспорта — «Дворец Молодёжи» (ул. Московская).

### Ближайшие станции метро
Действующих станций метро нет. К 2018 году в 200 м от конца улицы планировалось открыть станцию метро  «Площадь Коммунаров». Однако из за проблем с финансированием строительство станции перенесено на неопределенный срок